# Panorpa sonani
Panorpa sonani är en näbbsländeart som beskrevs av Syuti Issiki 1929. Panorpa sonani ingår i släktet Panorpa och familjen skorpionsländor. Inga underarter finns listade i Catalogue of Life.